# Føroya Fiskimannafelag
La Føroya Fiskimannafelag (Unione dei pescatori delle Fær Øer) è un sindacato faroese che si batte per i diritti dei pescatori. Fondato nel 1911, è uno dei più antichi sindacati dell'arcipelago. Símun Pauli úr Konoy e Rasmus Rasmussen sono stati, rispettivamente, il primo presidente e il primo segretario, sebbene entrambi avessero anche altre occupazioni. Tra gli altri segretari, si ricorda anche il socialista Jákup í Jákupsstovu nel periodo compreso tra il 1954 e il 1971.

## Presidenti
| Nome cognome         | Durata del mandato |
| -------------------- | ------------------ |
| Símun Pauli úr Konoy | 1911–1926          |
| Gunnar Winther       | 1926-1932          |
| Hans Havstreym       | 1932-1940          |
| Daniel Klein         | 1940–1953          |
| Erlendur Patursson   | 1953–1969          |
| Erlendur Patursson   | 1969–1971          |
| Óli Jacobsen         | 1971–2007          |
| Jan Højgaard         | 2007–in carica     |